# Сфелинос
Сфелинос или Шилинос (грч. Σφελινός) је насељено место у општини Зиљахово у периферији Средишња Македонија, Грчка. Према попису из 2021. године било је 182 становника.
Према бугарском географу и историчару, Василу Канчову, у Сфелиносу је 1900. године живело 720 Грка. Године 1923. насељено је 32 грчких избеглица, те је на попису из 1928. године Сфелинос имао 800 тсановника.